# Periacma subaequalis
Periacma subaequalis (лат.) — вид молевидных бабочек рода Periacma из семейства Autostichidae. Китай (провинция Юньнань). Специфический эпитет образован от латинских слов sub- и aequalis, обозначающих почти одинаково широкую костальную часть вальвы гениталий.

## Описание
Размах крыльев 15 мм. Основная окраска желтовато-коричневая и чёрная. Мезонотум и тегулы жёлтые. Передние крылья жёлтые, с разбросанными тёмно-коричневыми чешуйками; спинной край с чёрным пятном в основании; дискальное пятно чёрное, маленькое, плохо очерченное; постмедиальная фасция чёрная, узкая медиально; плохо очерченная узкая полоса, образованная более плотными чёрными чешуйками, тянется от выше базального пятна спинного края через ячейку до внутреннего края постмедиальной фасции, слегка изогнута к дискальному пятну медиально; бахромка жёлтая, кроме чёрной на продолжении постмедиальной фасции вокруг торнуса. Задние крылья и бахрома тёмно-серые. Ноги жёлтые; передние и средние лапки с чёрными чешуйками на дорсальной стороне, задние лапки с черновато-серыми чешуйками на внешней стороне голеней. Новый вид можно отличить по субпрямоугольному ункусу, слабо вогнутому на дистальной 1/3 латерально, прямоугольной вентральной пластинке гнатоса, более широкой, чем длинная, и дистально трёхлопастному эдеагусу.